# 3-й переулок Тружеников
3-й переу́лок Тру́жеников — улица в центре Москвы в Хамовниках между улицей Плющиха и 1-м переулком Тружеников.

## Происхождение названия
Современное название получил в 1936 году по находившейся в этой местности швейной фабрике «Труд». Прежнее название — 3-й Воздвиженский переулок — носил с XIX века по Храму Воздвижения Креста Господня на Чистом Вражке.

## Описание
3-й переулок Тружеников соединяет Плющиху и 1-й переулок Тружеников.